# Anatolij Kamiński
Anatolij Władimirowicz Kamiński (ur. 15 marca 1950 w Balej) – naddniestrzański polityk, przewodniczący Rady Najwyższej Naddniestrza od 22 lipca 2009 do 13 czerwca 2012 roku, kandydat w wyborach prezydenckich w 2011.

## Życiorys
Anatolij Kamiński urodził się w 1950 w mieście Balej w obwodzie czytyjskim w ZSRR. Jego rodzice, będący z pochodzenia Ukraińcami, przenieśli się w latach 50. XX w. do Mołdawskiej SRR. Kamiński w 1977 ukończył inżynierię mechaniczną w Instytucie Technologicznym im. Łomonosowa w Odessie.
W latach 1977–1981 pełnił funkcję dyrektora fabryki serów w Leovie w Mołdawskiej SRR. Od 1981 do 1983 był instruktorem w Departamencie Organizacyjnym Komitetu Komunistycznej Partii Mołdawii w rejonie Leova. W latach 1983–1985 pełnił funkcję zastępcy dyrektora, a następnie dyrektora (1985–1990) fabryki produktów nabiałowych w Rybnicy.
Od 1990 do 2000 był członkiem rady miejskiej Rybnicy, w tym od 1990 do 1992 zajmował stanowisko przewodniczącego miejskiego komitetu wykonawczego. W 2000 objął mandat deputowanego do Rady Najwyższej Naddniestrza z ramienia Partii Odnowienie. W 2005 uzyskał reelekcję, obejmując także stanowisko wiceprzewodniczącego Rady. 22 lipca 2009 zastąpił Jewgienija Szewczuka na stanowisku przewodniczącego parlamentu, w roku następnym po raz kolejny uzyskał mandat deputowanego.
W 2011 został jednym z pięciu kandydatów w wyborach prezydenckich przeprowadzonych 11 grudnia 2011. Uzyskał poparcie polityczne i finansowe ze strony rosyjskich władz. Jego głównymi rywalami zostali urzędujący prezydent Igor Smirnow oraz były przewodniczący parlamentu Jewgienij Szewczuk. W pierwszej turze wyborów zajął drugie miejsce. Zdobył 26,3% głosów poparcia, przegrywając z J. Szewczukiem (38,6%) lecz pokonując prezydenta Smirnowa (24,7%). W drugiej turze 25 grudnia 2011 przegrał z Szewczukiem, który uzyskał 73,9% głosów.